# پارک ملی ساگارماتا

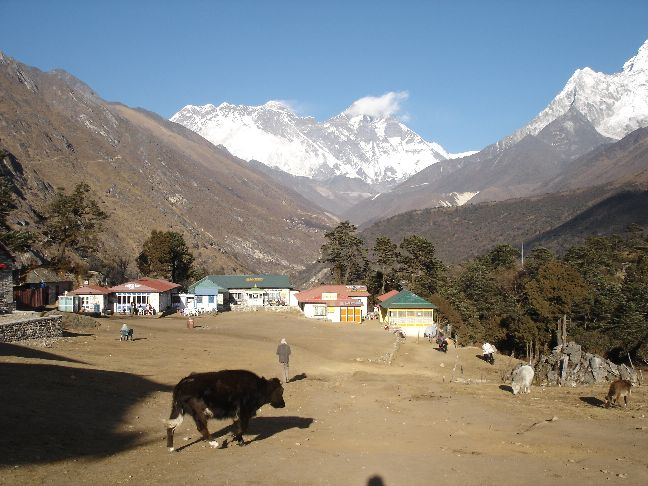
Tengboche

پارک ملی ساگارماتا (sagaramāthā rāṣṭriya nikuñja) منطقهٔ حفاظت شده‌ای در هیمالیا نپال شرقی است که توسط کوه اورست احاطه شده‌است. این منطقه حدود ۱۱۴۸ کیلومتر مربع در ناحیه سلولومبو را شامل می‌شود و ارتفاع آن از ۲۸۴۵ تا ۸٬۸۴۸ متر به قله اورست می‌رسد.

## برای مطالعهٔ بیشتر
- Jefferies, M. (1991). Mount Everest National Park, Sagarmatha Mother of the Universe. Seattle: The Mountaineers. 192 pp.